# Герб Изобильненского городского округа
Герб Изоби́льненского городского округа Ставропольского края Российской Федерации — опознавательно-правовой знак, составленный и употребляемый в соответствии с правилами геральдики, служащий официальным символом муниципального образования и отражающий исторические, культурные, социально-экономические, национальные и иные местные традиции.
Первоначально был утверждён 24 апреля 2014 года решением Совета Изобильненского муниципального района Ставропольского края № 138 как герб Изобильненского муниципального района и внесён в Государственный геральдический регистр Российской Федерации с присвоением регистрационного номера 10387.
Решением Думы Изобильненского городского округа от 22 декабря 2017 года № 69 данный герб установлен в качестве официального символа Изобильненского городского округа Ставропольского края.

## Описание и обоснование символики
Геральдическое описание герба Изобильненского городского округа гласит:

 В скошенном слева червлёном и серебряном щите по линии деления вписана, подобно перевязи, лазоревая обоюдоострая громовая стрела, ударяющая в углы щита, сопровождаемая по сторонам: вверху справа золотым, наполненным пшеничными колосьями того же металла, рогом изобилия, внизу слева лазоревым огнём.— Статья 3 «Положения о гербе Изобильненского городского округа Ставропольского края»
Герб городского округа является так называемым «гласным» («говорящим») и отражает главные особенности муниципального образования.
Обоюдоострая громовая стрела, ударяющая в углы щита, символизирует пересечение территории Изобильненского городского округа рекой Егорлык, на одном из участков которой построены Новотроицкое водохранилище, обеспечивающее питьевое водоснабжение семи районов Ставропольского края, и Ставропольская ГРЭС — крупнейшая на Северном Кавказе электростанция, поддерживающая энергетическую безопасность Юга России.
Рог изобилия указывает на название городского округа и символизирует его «природное, экономическое и духовное богатство». Пшеничные колосья, наполняющие рог, напоминают об агропромышленном потенциале муниципального образования, «основой экономического благополучия которого до настоящего времени являются богатые урожаи зерновых», и об истории основания административного центра округа — города Изобильного, начало которому положили «хлебные ссыпки вдоль железной дороги, проведённой в конце XIX века».
Лазоревое пламя символизирует находящееся в Изобильненском городском округе самое крупное в России подземное хранилище природного газа («голубого топлива»).
Золото — символ вечности, знатности, могущества, богатства, христианских добродетелей (веры, справедливости, милосердия, смирения); олицетворяет фундаментальное прошлое, стабильное настоящее и перспективное будущее муниципального образования. Серебро — символ благородства, высокого нравственного и интеллектуального потенциала, а также чистоты и правдивости. Красный цвет — символ труда, мужества, жизненной силы и отваги. Лазурь — символ красоты, величия, развития, движения вперёд, надежды, мечты; служит напоминанием о водных ресурсах муниципального образования.

## История
В соответствии со статьёй 9 Федерального закона от 6 октября 2003 № 131-ФЗ «Об общих принципах организации местного самоуправления в Российской Федерации», Законом Ставропольского края от 14 апреля 2017 года № 35-кз «О преобразовании муниципальных образований, входящих в состав Изобильненского муниципального района Ставропольского края, и об организации местного самоуправления на территории Изобильненского района Ставропольского края» и статьёй 6 Устава Изобильненского городского округа Ставропольского края муниципальное образование вправе устанавливать официальные символы, отражающие исторические, культурные, национальные и иные местные традиции и особенности.

### Эмблема 2004 года

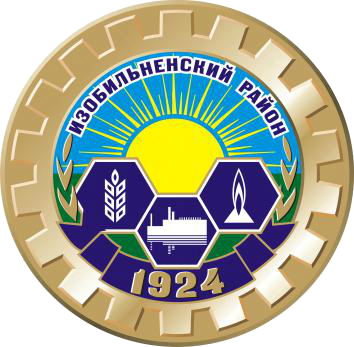
Эмблема Изобильненского района

Официальная символика Изобильненского муниципального района была впервые утверждена районной администрацией в 2004 году в статусе эмблемы, которая в общих чертах повторяла содержание земельного герба города Изобильного, принятого главой администрации района В. И. Афанасовым в 1995 году. Эмблема включала в себя стилизованные изображения ведущих отраслей района (сельское хозяйство, энергетика и газовая промышленность), а также надписи «Изобильненский район» и «1924» (год основания района). В 2005 году право муниципального образования иметь эмблему, флаг и иные официальные символы было закреплено в статье 6 Устава Изобильненского муниципального района.
Изображение эмблемы Изобильненского муниципального района имело широкое распространение, в том числе воспроизводилось на официальном сайте районной администрации, присутствовало на логотипах общественно-политической газеты района «Наше время», информационно-аналитической газеты «Изобильненский муниципальный вестник» и на утверждённом в 2006 году нагрудном знаке «Почётный гражданин Изобильненского муниципального района Ставропольского края».
Получив статус муниципального образования, район стал разрабатывать свою символику (герб и флаг) во взаимодействии с геральдической комиссией при губернаторе Ставропольского края. Один из первых проектов символики был представлен на заседании геральдической комиссии в ноябре 2012 года. Проект не получил одобрения. Комиссия рекомендовала администрации Изобильненского муниципального района «не применять в гербе объекты промышленности и производства» и завершить его разработку в начале следующего года.
В июне 2013 года члены геральдической комиссии, ознакомившись с информацией о ходе разработки официальных символов района, приняли решение рекомендовать руководству муниципального образования провести утверждение и регистрацию районной символики в установленном порядке.

### Герб 2014 года
28 марта 2014 года в краевую геральдическую комиссию поступил вариант герба Изобильненского муниципального района, разработанный ставропольским художником-геральдистом Сергеем Евгеньевичем Майоровым. Представленный на рассмотрение герб относился к типу «гласных» («говорящих») и имел следующее описание: «В скошенном слева червлёном и серебряном щите по линии деления вписана, подобно перевязи, лазоревая обоюдоострая громовая стрела, ударяющая в углы щита, сопровождаемая по сторонам: вверху справа золотым, наполненным пшеничными колосьями того же металла, рогом изобилия, внизу слева — лазоревым огнём». Проект герба получил поддержку как со стороны администрации и Совета Изобильненского района, так и со стороны членов комиссии. В итоге герб и разработанный на его основе флаг были одобрены и рекомендованы для направления в Геральдический совет при Президенте Российской Федерации.
24 апреля 2014 года депутаты Совета Изобильненского муниципального района утвердили официальные символы муниципального образования, и 5 мая 2014 года соответствующее решение было опубликовано в газете «Изобильненский муниципальный вестник».
После проведения экспертизы символики Изобильненского района в Геральдическом совете при Президенте Российской Федерации его члены высказали ряд критических замечаний, касающихся композиции герба и отдельных его элементов. В частности было отмечено, что «щит разделён узкой громовой стрелой на два поля, которые таким образом образовали два герба, что недопустимо», а «рог изобилия должен быть опрокинутым».

Откорректированный вариант герба

С учётом всех замечаний, указанных в заключении Геральдического совета, С. Е. Майоров подготовил новый вариант следующего содержания: «В скошенном слева червлёном и серебряном щите поверх линии деления перевязь, изломанная в центре, подобная обоюдоострой громовой стреле, ударяющей в углы щита переменных тинктур, сопровождаемая по сторонам: вверху справа золотым, наполненным пшеничными колосьями того же металла, рогом изобилия, внизу, слева — лазоревым пламенем». Таким образом, в переработанном гербе Изобильненского района рог изобилия был опрокинут, «громовая стрела переменных цветов, уширенная, не разделяет щит, а стала гербовой фигурой — перевязью, форма стрелы изменена». 28 ноября 2014 года геральдическая комиссия при губернаторе Ставропольского края рекомендовала повторно направить откорректированный вариант герба муниципального образования в Геральдический совет при Президенте Российской Федерации. При этом, по данным сайта «Геральдикум.ру», «новых документов не принималось. То есть формально считается, что этот вариант утверждён тем же решением № 138 от 24 апреля 2014 года».
15 сентября 2015 года на заседании геральдической комиссии, проходившем в Ставропольском государственном музее-заповеднике имени Г. Н. Прозрителева и Г. К. Праве, представителям администрации Изобильненского муниципального района было вручено свидетельство о регистрации символики муниципального образования в Государственном геральдическом регистре Российской Федерации (герб — под номером 10387, флаг — под номером 10388). Свидетельства о государственной регистрации также получили присутствовавшие на заседании представители Апанасенковского и Ипатовского районов Ставропольского края. Церемония вручения, проходившая накануне празднования Дня Ставропольского края, стала своего рода историческим событием, так как «на этом завершилась разработка гербов и флагов для всех 26 районов края».
В 2015 году в серии «Гербы Ставропольского края» был выпущен коллекционный значок с изображением герба Изобильненского района, которое отличалось от изображения герба, принятого 24 апреля 2014 года. Рог изобилия на нём опрокинут, а громовая стрела сделана двухцветной и имеет другую форму. Значок имеет сходство с откорректированным вариантом герба муниципального образования, разработанным по рекомендации Геральдического совета.

## Современность
С 1 мая 2017 года, в соответствии с Законом Ставропольского края от 14 апреля 2017 № 35-кз, все муниципальные образования Изобильненского муниципального района были преобразованы, путём их объединения, в Изобильненский городской округ.
Решением Думы Изобильненского городского округа Ставропольского края от 22 декабря 2017 года № 69 официальными символами округа установлены герб и флаг Изобильненского муниципального района, утверждённые 24 апреля 2014 года. Таким образом, муниципальное образование продолжает использовать символику, не получившую одобрения Геральдического совета при Президенте РФ.

## Комментарии
1. ↑  Утверждён как герб Изобильненского муниципального района Ставропольского края.
2. ↑  Утверждён как герб Изобильненского городского округа Ставропольского края.
3. ↑  Зарегистрирован как герб Изобильненского муниципального района Ставропольского края.
4. ↑  Апанасенковский, Арзгирский, Изобильненский, Ипатовский, Красногвардейский, Новоалександровский и Труновский[4].
5. ↑  На тот момент район ещё не являлся самостоятельным муниципальным образованием и, соответственно, не имел права на собственную официальную символику (герб и флаг), но при этом мог иметь свою эмблему. Это не считалось нарушением, поскольку к эмблеме не применяются геральдические правила, а её положение не обладает строго правовым статусом[9].
6. ↑  На сайте «Геральдикум.ру» данное изображение обозначено как «Проект герба Изобильного»[2].